# ویلیام اچ. بارنوم
ویلیام اچ. بارنوم (به انگلیسی: William H. Barnum) سناتور سابق عضو حزب دموکرات ایالات متحده آمریکا بود. وی در سال ۱۸۷۶ تا ۱۸۷۹ میلادی سناتور ایالت کنتیکت در سنای ایالات متحده آمریکا بود.